# Maczużnik wysmukły

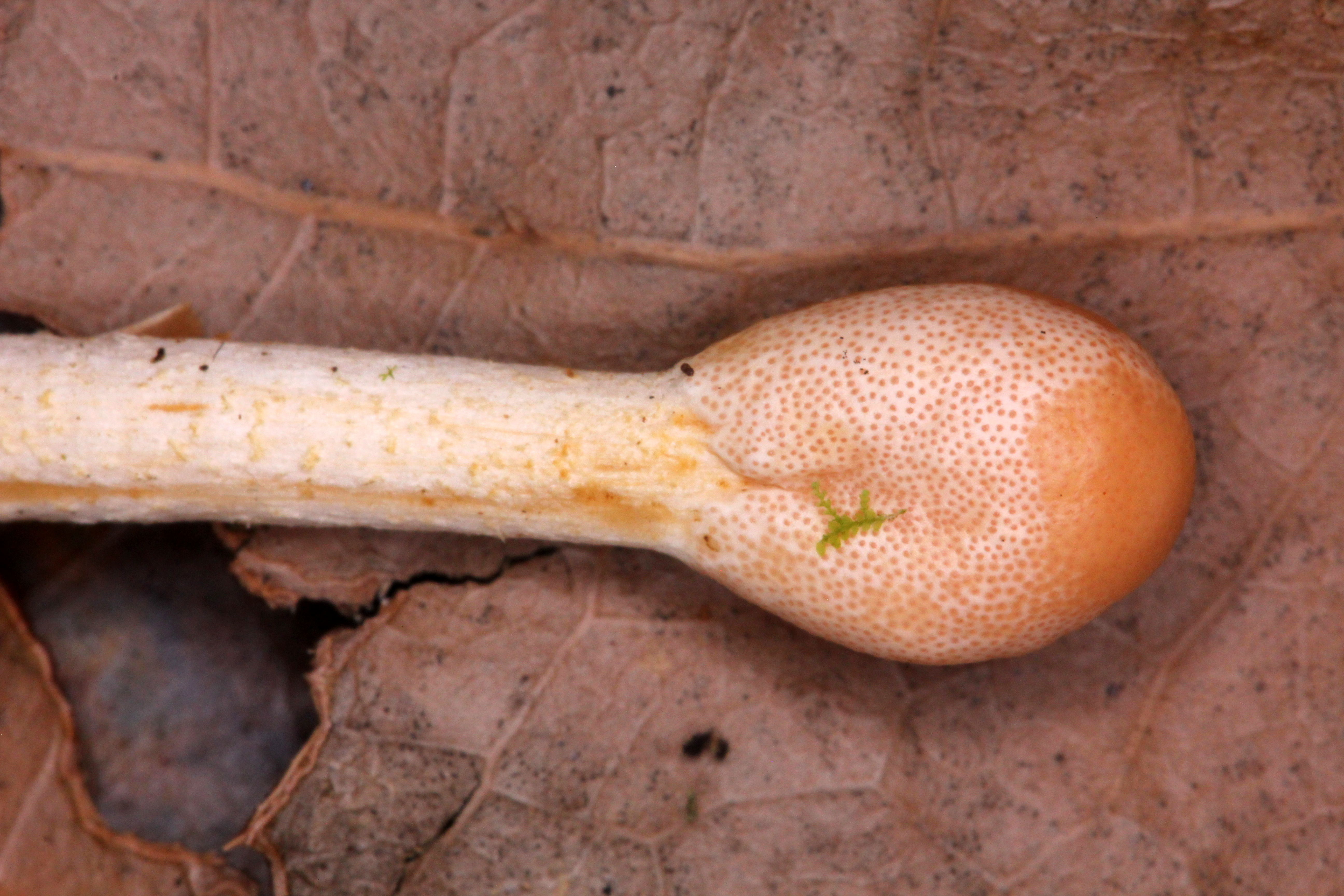
Główka i trzon podkładki

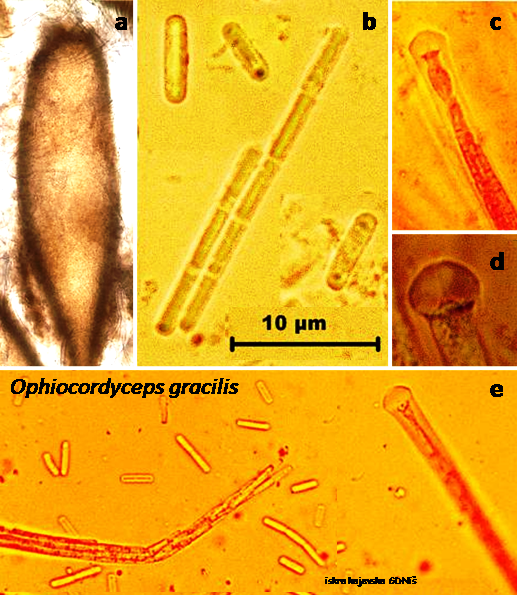
Cechy mikroskopowe

Maczużnik wysmukły (Paraisaria gracilis (Grev.) Luangsa-ard, Mongkols. & Samson) – gatunek grzybów z rodziny Ophiocordycipitaceae. Jest pasożytem owadów.

## Systematyka i nazewnictwo
Pozycja w klasyfikacji według Index Fungorum: Ophiocordyceps, Ophiocordycipitaceae, Hypocreales, Hypocreomycetidae, Sordariomycetes, Pezizomycotina, Ascomycota, Fungi.
Po raz pierwszy opisał go w 1785 r. Robert Kaye Greville nadając mu nazwę Xylaria gracilis. Obecną nazwę nadali mu Luangsa-ard, Mongkols. & Samson w 2019 r.
Ma 9 synonimów. Niektóre z nich:
- Cordyceps gracilis (Grev.) Durieu & Mont. 1848
- Ophiocordyceps gracilis (Grev.) G.H. Sung, J.M. Sung, Hywel-Jones & Spatafora 2007
- Paraisaria dubia (Delacr.) Samson & B.L. Brady 1983[1].

W internetowych atlasie grzybów podawana jest polska nazwa maczużnik wysmukły. Jest niespójna z aktualną nazwą naukową tego gatunku.

## Morfologia i tryb życia
Część nadziemna
Maczużnik wysmukły atakuje znajdujące się pod ziemią larwy motyli. Gdy już strzępkami spenetruje ich ciało, nad ziemią tworzy podkładkę z owocnikami (tzw. askostroma). Składa się on z płodnej główki i bezpłodnego trzonu wyrastającego bezpośrednio z martwej gąsienicy, często z gęstymi, żółtymi nitkami grzybni wokół niej. Główka ma wysokość 2–10 cm, średnicę 2,5–6 cm, jest półkulista, podłużna do owalnej, pomarańczowo-brązowa, ochrowa do mahoniowo-czerwonej, czasem bruzdowana, ciemno nakrapiane z ostiolami znajdującymi się na wierzchołku. Trzon ma wysokość 2–9 cm, średnicę 0,8–5 mm, jest cylindryczny, drobno łuskowaty, kremowy, słomkowy, blado pomarańczowo-brązowy, lub o barwie od ciemnego chromu do słomkowożółtej, ciemniejszy u podstawy.
Cechy mikroskopowe
Na podkładce powstają całkowicie w niej zanurzone perytecja o wymiarach 0,55–0,8 × 0,2–0,35 mm, wąsko jajowate do stożkowatych. Worki cylindryczne, główkowate, 8-zarodnikowe, nieamyloidalne, o długości do 300 µm i średnicy 4–5 µm. Parafiz brak. Askospory nitkowate, o tej długości co worek, gładkie, wieloprzegrodowe, szkliste, rozpadające się na liczne cylindrycznie ścięte zarodniki, ułożone w łańcuchy. Pojedynczy ma wymiary 5–9 × 1,5–2 µm.
Gatunki podobne
Maczużnik bojowy (Cordyceps militaris) również rozwija się na owadach i ma podobna barwę, ale odróżnia się maczugowatą główką. Maczużnik osi (Ophiocordyceps sphecocephala) atakuje osy i inne błonkówki. Odróżnia się białawym trzonem i maczugowatą główką.

## Występowanie i siedlisko
Znane jest występowanie Paraisaria gracilis w Ameryce Północnej, Południowej, Europie i Azji. Najwięcej stanowisk podano w Europie. Występuje również w Polsce. Jest rzadki. Aktualne stanowiska podaje internetowy atlas grzybów. Znajduje się w nim na liście gatunków zagrożonych, wartych objęcia ochroną.
Grzyb entomopatogeniczny rozwijający się na podziemnych larwach motyli i ciem. Pojawia się wczesną wiosną, zaraz po stopieniu śniegu. Występuje głównie w wilgotnych, nadrzecznych siedliskach.